# Mistrzostwa Świata w Gimnastyce Artystycznej 1994
18. Mistrzostwa Świata w Gimnastyce Artystycznej odbyły się w dniach od 6 do 9 października 1994 roku w Paryżu. Zawody zostały zdominowane przez Ukrainki, które w sumie zdobyły pięć złotych medali. Polska nie była reprezentowana przez żadne gimnastyczki.

## Tabela medalowa
| Miejsce | Państwo   | Złoto | Srebro | Brąz | Razem |
| ------- | --------- | ----- | ------ | ---- | ----- |
| 1       | Ukraina   | 5     | 1      | 0    | 6     |
| 2       | Bułgaria  | 3     | 3      | 2    | 8     |
| 3       | Rosja     | 2     | 3      | 1    | 6     |
| 4       | Białoruś  | 1     | 1      | 0    | 2     |
| 5       | Hiszpania | 0     | 1      | 2    | 3     |

## Medalistki
| Konkurencja:                      | Złoto:                                                 | Srebro:                                         | Brąz:          |
| Układy indywidualne               |                                                        |                                                 |                |
| wielobój indywidualnie            | Maria Pietrowa                                         | Larisa Łukianenko Amina Zaripova                |                |
| ćwiczenia z piłką                 | Kateryna Serebiańska Olena Witryczenko                 |                                                 | Maria Pietrowa |
| ćwiczenia z obręczą               | Larisa Łukianenko Maria Pietrowa Kateryna Serebriańska |                                                 |                |
| ćwiczenia z maczugami             | Kateryna Serebriańska                                  | Maria Pietrowa                                  | Amina Zaripova |
| ćwiczenia ze wstążką              | Kateryna Serebriańska                                  | Maria Pietrowa Amina Zaripova Olena Witryczenko |                |
| Drużynowe układy zbiorowe         |                                                        |                                                 |                |
| wielobój                          | Rosja                                                  | Hiszpania                                       | Bułgaria       |
| ćwiczenia ze skakankami           | Rosja                                                  | Bułgaria                                        | Hiszpania      |
| ćwiczenia z obręczami i maczugami | Bułgaria                                               | Rosja                                           | Hiszpania      |